# 앨리 로언
앨리 로언(Ali Lohan, 1993년 12월 22일 ~ )은 미국의 모델, 텔레비전 방송인, 가수, 배우이다. 린지 로언의 여동생이다.